# Himmeldunkberg
Der Himmeldunkberg oder Himmeldunk ist ein 887,9 m ü. NHN hoher Berg vulkanischen Ursprungs in der Rhön.

## Name
Der Name lässt sich zurückverfolgen auf eine Erwähnung bei der Feststellung der Grenzen des von König Heinrich IV. im Jahr 1059 der Abtei Fulda verliehenen Wildbanns Hugimuododung (althochdeutsch), das ‚Berg der Frau Hugimuot‘ bedeutet. Im Mittelhochdeutschen wurde daraus Hügemodetunc, Hümededunc, Himmeldunk. Die manchmal noch anzutreffende Bezeichnung „Himmeldankberg“ geht auf eine falsche Namensnennung durch Kanzleien und Kartographen zurück.

## Lage und Umgebung

Blick vom Wachtküppel über Gersfeld hinweg auf Hohe Hölle, Himmeldunkberg und Simmelsberg. Über die Pässe Schwedenwall (links) und Schwedenschanze (rechts) fließt Nebel.

Der Himmeldunkberg bildet zusammen mit dem Simmelsberg und der Hohen Hölle eine Berggruppe zwischen den Pässen Schwedenschanze im Westen an der Bundesstraße 279 und dem Schwedenwall an der Landesstraße 3396 im Nordosten. Ob dieses Gelände das nordöstliche Ende des Dammersfeldrückens darstellt oder den südwestlichen Teil der Langen Rhön bildet, wird in der Literatur uneinheitlich beschrieben.  Gut 5 km nordöstlich des Himmeldunkbergs liegen jenseits des Schwedenwalls das Rote Moor und der Heidelstein unstrittig in der Langen Rhön, die zur Zentralen Rhön zählt. 2 km südlich liegt der Ort Oberweißenbrunn, 4 km südöstlich Bischofsheim in der Rhön und 3 km nordwestlich Gersfeld.
Über den Gipfel des Himmeldunkbergs verlaufen die Rhein-Weser-Wasserscheide, der Rhön-Höhen-Weg (RHW) und die Grenze zwischen Bayern und Hessen, wobei der genaue Gipfel wenige hundert Meter südlich der Grenze in Bayern liegt. Von der ehemaligen Grenze zwischen dem Königreich Bayern und dem Königreich Preußen zeugen die 1872 gesetzten Grenzsteine.

## Geologie
Der Himmeldunkberg besteht hauptsächlich aus vulkanischen Gesteinen (Basalt). Der Basalt des Berges ist Erosionsrest einer ehemals ausgedehnteren Basaltdecke. Das Gestein wurde auf der Ostseite der Kuppe als Feldspatbasalt (Tholeiitbasalt) bestimmt. Im Süden und am angrenzenden Rockenstein wurde als Nephelin-Basalt angesprochen. Am Westabhang des Berges findet sich stark verwitterter, älterer Phonolith, es handelt sich um das südöstlichste Vorkommen dieses Gesteins in der Rhön. Einschlüsse von Phonolith in Feldspatbasalt am Rockenstein zeigen, dass dieser von dem jüngeren Basalt durchschlagen wurde. Die Basaltdecke wird im Süden unterlagert von Tuffbrekzie, im Osten von geschichtetem Tuff geringer Mächtigkeit. Möglicherweise handelt es sich um Ablagerungen in einem Diatrem (Vulkanschlot). Im Osten lagert der Basalt direkt auf triassischen Sedimenten des Röt (so in der Senke zwischen Himmeldunkberg und Hoher Hölle) und Muschelkalk.

## Beschreibung
Der Nordhang fällt steil ab und ist mit Laubmischwald bewachsen. Der Südwest- bis Osthang ist unbewaldet, hier wachsen hauptsächlich Gräser, Schlehen, Hagebutten, Silberdisteln und Glockenblumen.
Das Gipfelplateau bietet einen ausgezeichneten Blick über Bischofsheim zum Kreuzberg, zur Osterburg, zum Arnsberg, zu den Schwarzen Bergen, zum Schachen, zum Eierhauck, zum Dammersfeld, zum Reesberg, ins Tal der Brend und der oberen Sinn. Bei sehr guten Sichtverhältnissen reicht der Blick bis zum Fichtelgebirge.
Der Himmeldunkberg liegt im Spannungsfeld zwischen Naturschutz und Freizeitgestaltung, da er einerseits ein ökologisch sensibles und einzigartiges Gebiet darstellt und andererseits ein wegen der Aussicht attraktives Ziel für Wanderer und Mountainbiker ist. Darüber hinaus weist er für den motorlosen Luftsport das einzige geeignete Gelände mit Ost-/Südost-Exposition im Umkreis von etwa 50 km auf. Das Mountainbiken ist nur auf Wegen mit dem Mountainbike-Zeichen erlaubt. Drachen- und Gleitschirmflieger nutzen den Berg nicht mehr, Modellflug ist nur noch eingeschränkt möglich.
Am Südosthang steht auf 835 m ü. NHN die Würzburger Bergbund-Hütte, eine Selbstversorger-Hütte der DAV-Sektion Bergbund Würzburg. Pläne zur Verlegung der Hütte in ein naturschutzfachlich weniger konfliktreiches Gelände scheiterten an fehlenden Finanzmitteln.
Im Jahr 2022 wurde auf dem Himmeldunkberg ein 10,70 m hohes und 11 t schweres Gipfelkreuz errichtet. Dazu wurden im bis dahin unbebauten Gipfelbereich bis in eine Tiefe von 1,60 m 12 m³ Beton verbaut. Das Stahlkreuz wurde an 16 einbetonierten Edelstahlankern verschraubt, welche ihm auch ohne Abspannung eine hohe Standfestigkeit verleihen.
Etwa 150 m südwestlich unterhalb des Gipfels befinden sich die Hexenbuchen, eine Gruppe alter Rotbuchen, die in früheren Zeiten weidenden Tieren als Sonnen- und Wetterschutz dienten.

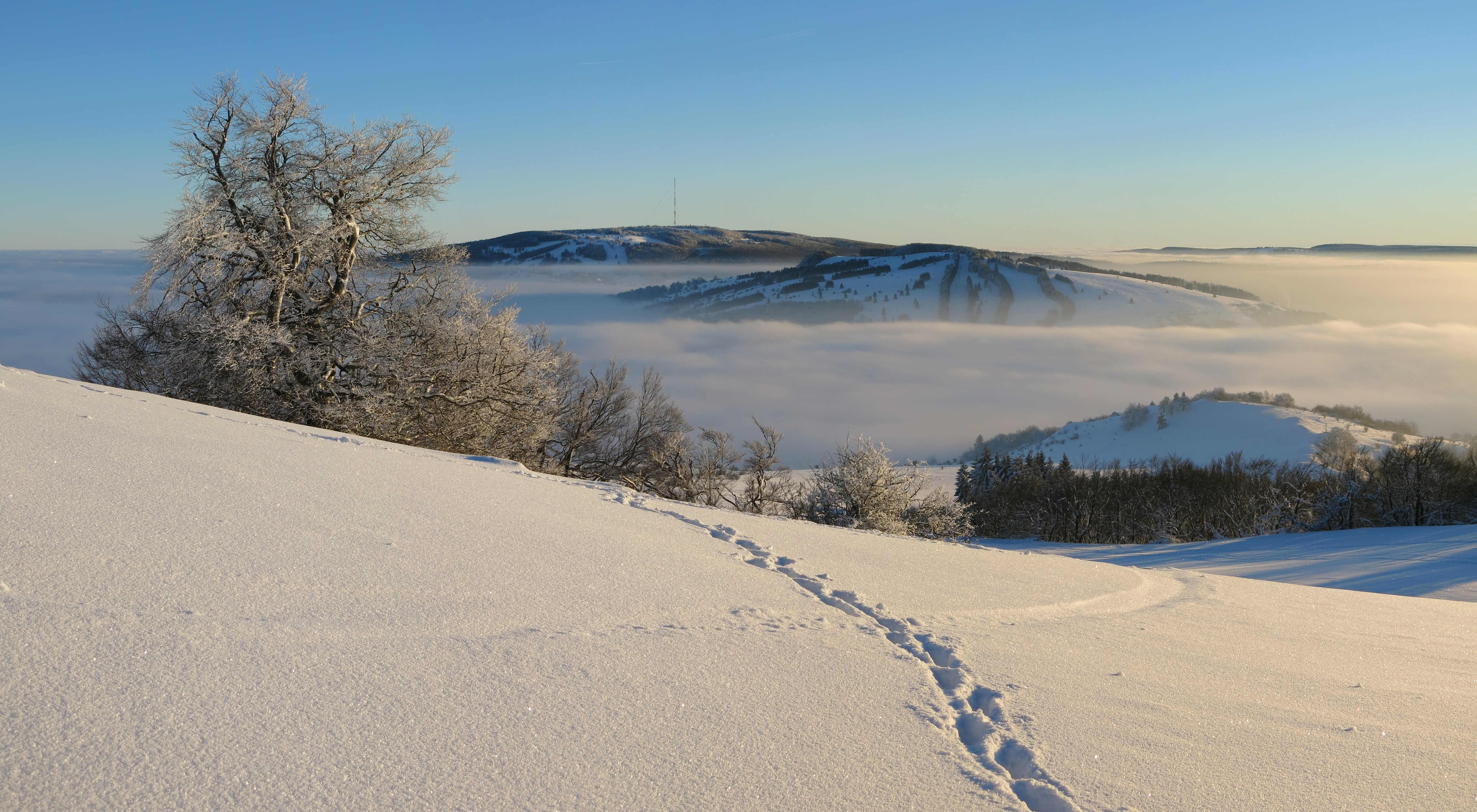
Hexenbuche im Winter, Blick zum Kreuzberg
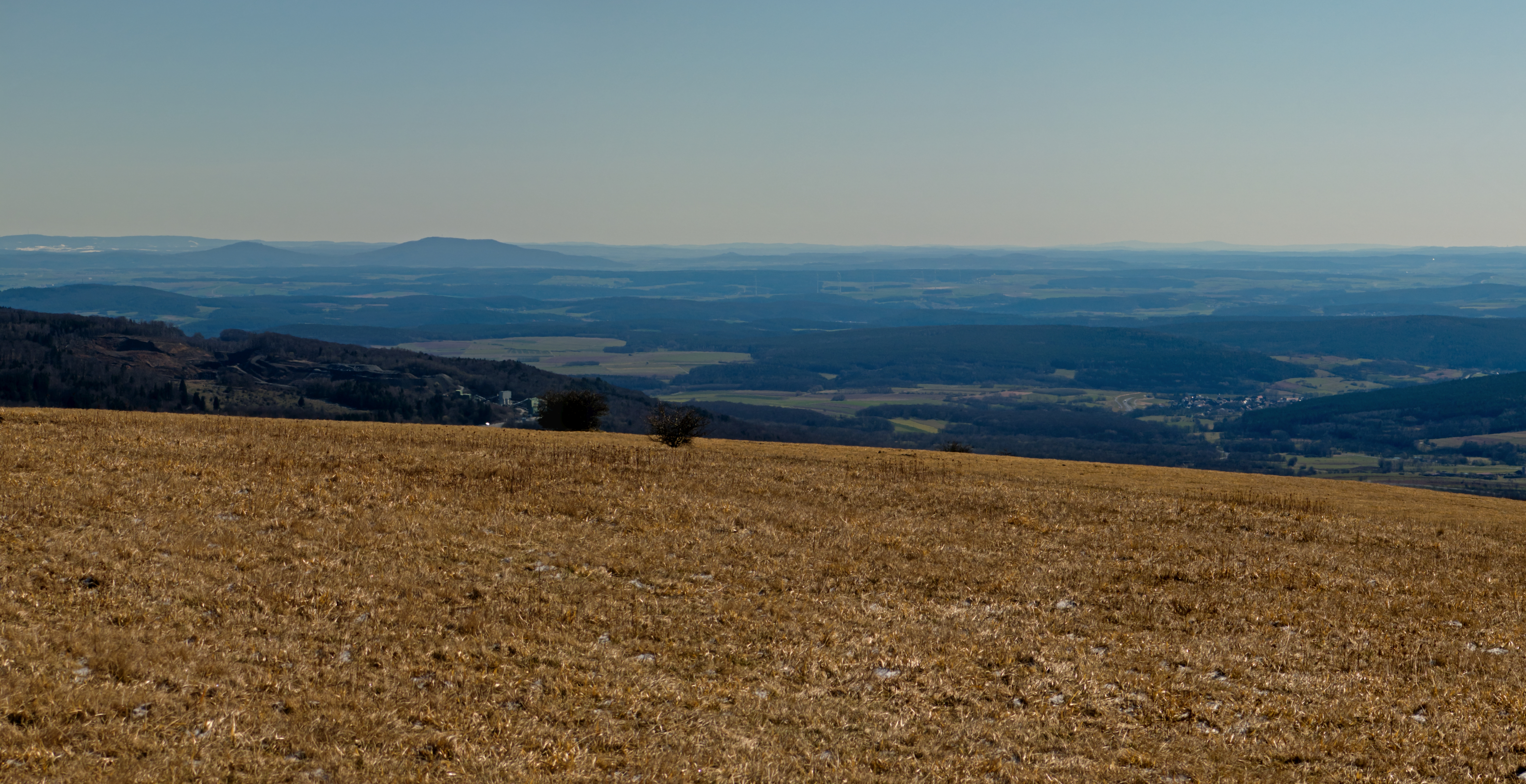
Fernsicht zu den Gleichbergen und zum Fichtelgebirge
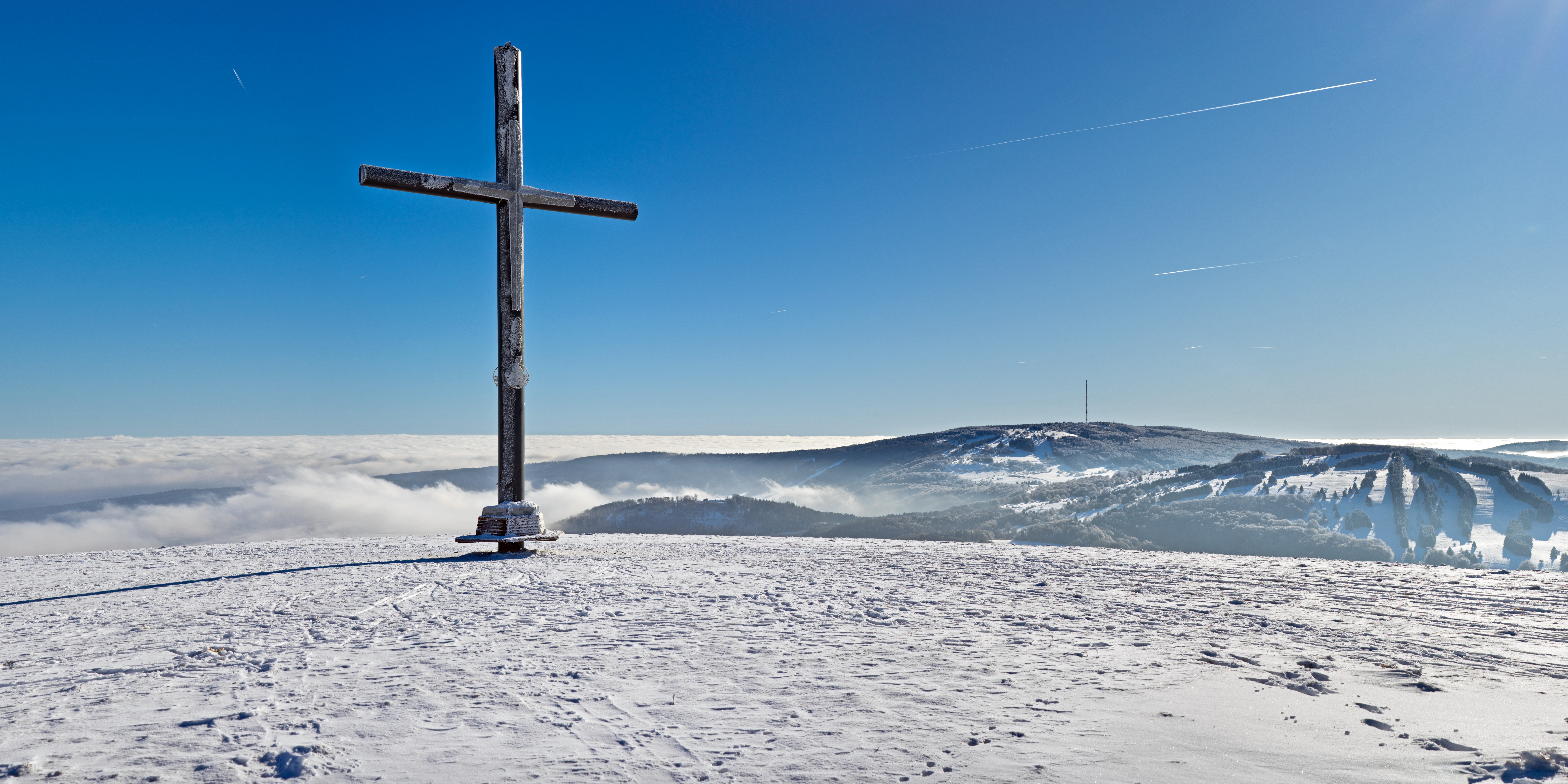
Das 2022 errichtete Gipfelkreuz
Ausblick über die Südliche Hochrhön
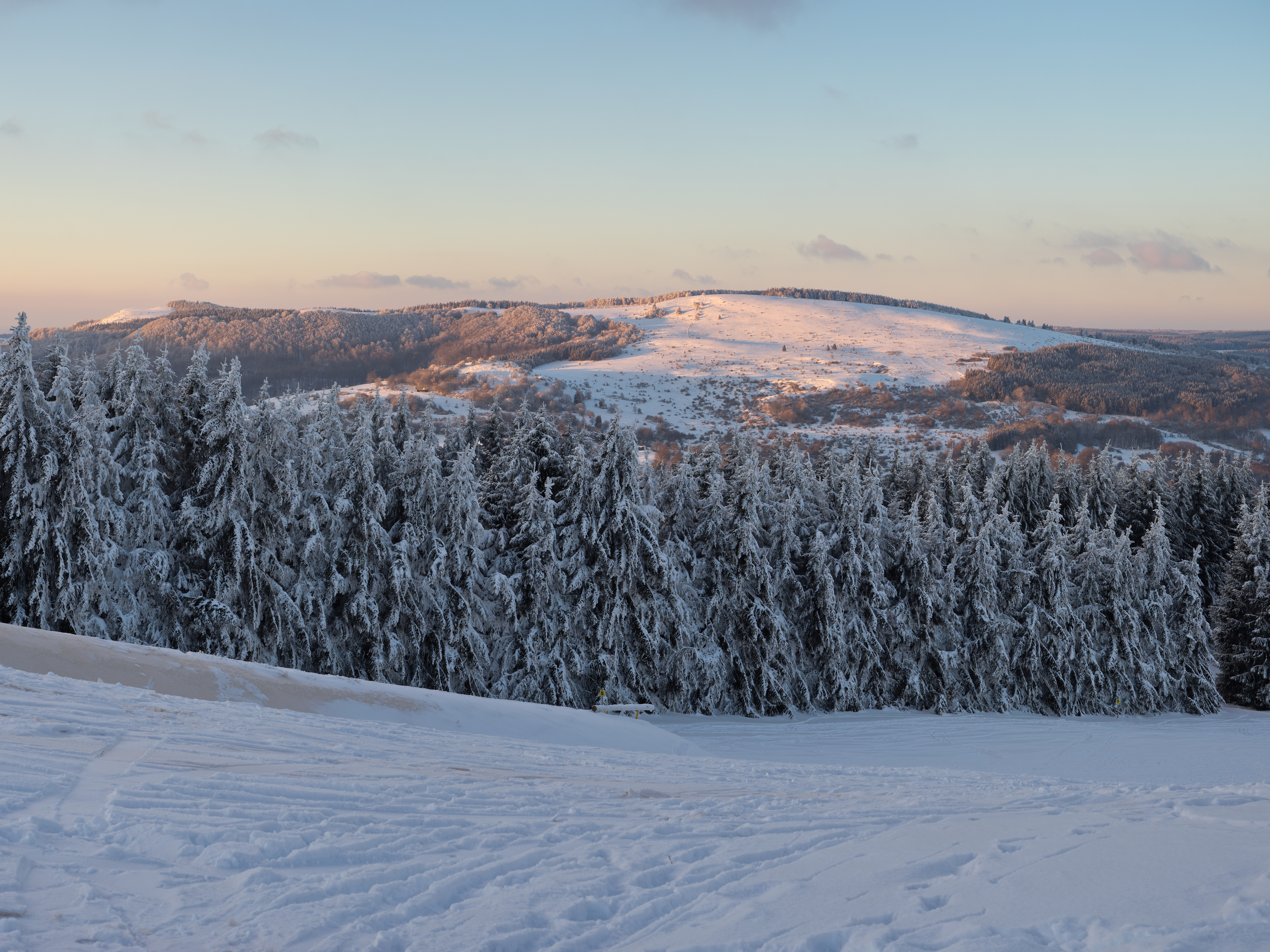
Blick vom Arnsberg nach Norden zum Himmeldunkberg